# Ressaca marítima

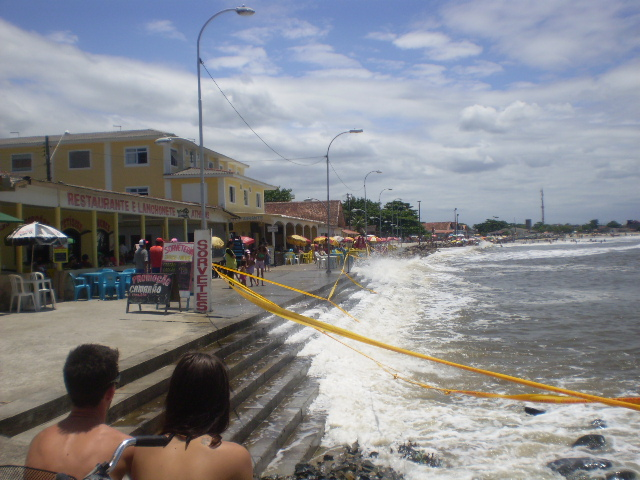
Ressaca do mar em Matinhos, no Paraná

Ressaca é o movimento anormal das ondas do mar sobre si mesmas na área de rebentação, causada por rápidas e violentas mudanças no tempo.

## Causas
A elevação do mar normalmente ocorre após eventos climáticos adversos como tempestades no oceano, ventos fortes, frentes frias, ciclones que ocorrem próximo a costa e furacões. Estes eventos são responsáveis por acumular grandes quantidades de água que acabam formando grandes ondas, assim como marés com grandes amplitudes que acabam chegando ao continente.
A maré meteorológica é aquela definida como a diferença entre a maré observada e a maré astronômica (causada pela influência da gravidade da Lua) e também contribui na variação do nível do mar, e consequentemente no fenômeno da ressaca marítima. Esta diferença é provocada por duas causas: variação de pressão atmosférica e troca de momentum ar-mar. Ela atua acumulando a água do oceano próxima a costa, possibilitando que a massa de água ultrapasse os limites naturais durante fortes ventos.

## Desequilíbrios na costa
Existe um equilíbrio dinâmico natural nas praias entre a faixa de areia e as marés. A faixa de areia é continuamente recomposta de forma natural por processos erosivos e de intemperismo. Interferências humanas neste equilíbrio influenciam diretamente nos efeitos do avanço do mar sobre o litoral e podem acelerar os processos erosivos, principalmente devido às mudanças climáticas e a interferência das ações humanas na zona costeira por meio da erosão antrópica (alteração de biomas, criação de novas terras do mar etc.). Dessa forma, estas localidades são mais vulneráveis às ameaças das ressacas marítimas.

## Consequências
A agitação do mar é um risco direto em mar e no continente, afetando navegadores, moradores de regiões litorâneas e banhistas. Em terra, o aumento no nível do mar próximo do continente possibilita que as ondas tenham um maior alcance sobre as praias, alagando avenidas litorâneas e ameaçando construções costeiras, como quiosques, hotéis e residências próximas da faixa de areia.